# باما

باما شهری در شهرستان سولنزو در استان بانوا در بورکینافاسوی غربی است و جمعیت آن ۱,۰۸۰ نفر است.